# Wild Eyed Boy from Freecloud
Wild Eyed Boy from Freecloud är en låt av David Bowie som är B-sidor till Space Oddity och Ragazzo Solo, Ragazza Sola från 1969. Låten finns även med på albumet Space Oddity från samma år.